# Джейн Гудолл
Дама Валері Джейн Морріс Гудолл DBE (англ. Dame Valerie Jane Morris Goodall; 3 квітня 1934, Лондон) — британська приматологиня, етологиня та антропологиня, захисниця шимпанзе та благодійниця. Широко відома понад 45-річним вивчення соціального життя шимпанзе в Національному парку Гомбе-Стрим в Танзанії і як фундаторка міжнародного Інституту Джейн Гудолл. Разом з Даян Фоссі і Біруте Галдікас почала в 1960-х тривалі дослідження людиноподібних мавп. Відкрила використання людиноподібними знарядь, їх всеїдність, першою давала піддослідним тваринам імена.
У квітні 2002 року стала посолкою миру ООН. Дама-Командор ордена Британської імперії.

## Життєпис
Народилася в Лондоні в 1934 році. Ще дитиною батько подарував їй іграшкового шимпанзе. Іграшка розбудила в ній інтерес до шимпанзе, і ця мавпочка досі нерозлучна з нею. Після розлучення батьків 12-річна Джейн переїхала з матір'ю в Борнмут.
Після закінчення школи відвідувала курси секретарів, працювала офіціанткою, але в 1957 році на запрошення колишнього однокласника вирішила реалізувати давню мрію відвідати Африку і вирушила працювати до Кенії. 
28 березня 1964 року одружилася з голландським фотографом-анімалістом аристократичного походження, бароном Гуго ван Лавіком, ставши баронесою Джейн фон Лавік-Гудолл. У 1968 Гудолл допомагала чоловікові в його роботі в Національному парку Серенгеті в Танзанії, де він знімав хижаків. Результатом цих досліджень стала книга «Безневинні вбивці». В шлюбі народила сина. У 1974 році подружжя розлучилося.
У 1975 році одружилася з директором національних парків і членом парламенту Танзанії. У 1980 році він помер.
Джейн Гудолл і її молодша сестра Джуді хворі прозопагнозією — нездатністю впізнавати обличчя людей.
Гудолл — веганка з етичних міркувань, а також з причин турботи про довкілля і своє здоров'я.

## Наукова діяльність
У 1957 році в кенійському національному музеї Джейн Гудолл знайшла місце асистентки і секретарки директора музею, антрополога Луїса Лікі. Незабаром він запросив її супроводжувати його і його дружину Мері Лікі на розкопки в ущелині Олдувай в східній Африці. Лікі також попросив її зайнятися вивченням шимпанзе в Національному парку Гомбе-Стрим в Танзанії, він сподівався, що на підставі даних цих спостережень стане можливим зробити висновки про життя первісних людей. Гудолл прибула до Танзанії разом з матір'ю в липні 1960 року й зайнялася активною дослідницькою роботою.
Хоча Гудолл не вчилася в університеті і не мала навіть ступеня бакалавра, завдяки її незвичайно значущому дослідженню і спеціально отриманому дозволу вона була допущена до здобуття докторського ступеня з етології в коледжі Дарвіна в Кембріджському університеті в 1962 році і успішно захистила докторську дисертацію в 1964 році. Разом з американською етологинею Даян Фоссі, відомою своїм життям серед горил, і Біруте Галдікас, яка вивчала орангутангів, вона є однією з трьох дослідниць, що почали на початку 1960-х тривалі дослідження людиноподібних мавп. У науковому світі їх також називають «ангелами Лікі».
Багатьма знаннями про шимпанзе світ зобов'язаний Джейн Гудолл. Вона першою відкрила, що шимпанзе використовують примітивні знаряддя: гілки, якими вони дістають термітів із термітників і мед з дупел, і камені, які вони використовують замість молотка і ковадла, щоб розбивати горіхи. У своїх спостереженнях за шимпанзе Гудолл навела перші документовані приклади того, що дика тварина не просто використовує предмет як знаряддя, але дійсно змінює його згідно зі своїми потребами, демонструючи цим зачатки виготовлення знарядь. Хоча багато тварин користуються знаряддями, тільки людиноподібні виготовляють їх, і ця особливість вважається основною відмінністю людиноподібних від інших тварин.
Надалі вона помітила, що шимпанзе також вживають в їжу м'ясо інших тварин, спільно ходять на полювання, а також ведуть між собою війни. Складними виявилися і суспільні відносини у мавп.
Гудолл була першою дослідницею, що давала досліджуваним тваринам імена замість номерів. У наукових колах ця практика засуджувалася, тому що вважалося, що емоційний чинник веде до втрати об'єктивності дослідження. Тим не менш, приклад Гудолл перейняли багато вчених. Серед її шимпанзе можна назвати Девіда, першого, хто наблизився до неї; Голіафа, друга Девіда, колишнього ватажка зграї; Майка, ватажка зграї; стару «тітку» Джіджі; літнього Містера МакГрегора і матусю Фло з її дітьми.
У 1977 році дослідниця заснувала Інститут Джейн Гудолл (Jane Goodall Institute, JGI) для підтримки заповідника Гомбе. Інститут має 19 відділень по всьому світу. Гудолл є захисницею шимпанзе і місць їх проживання по всьому світу, подорожуючи по 300 днів в році. Інститут Джейн Гудолл широко відомий у світі завдяки розробці новаторських програм, спрямованих на забезпечення охорони природних багатств і розвитку Африки. 
Джейн Гудолл продовжує надавати допомогу ООН в залученні уваги до питань екології, наприклад, в рамках своєї роботи над проєктом ЮНЕП / ЮНЕСКО по забезпеченню виживання людиноподібних приматів. Проєкт сприяє координації міжнародних зусиль в інтересах порятунку цього виду приматів, що знаходиться на межі повного зникнення.
Гудолл входить до правління найбільшого заповідника шимпанзе поза Африкою, розташованого у Флориді, а також екс-очільницею організації «Адвокати з прав тварин» (Advocates for Animals), розташованої в Единбургзі, Шотландія, і протестує проти використання тварин у медичних дослідах, зоопарках, спорті і тваринництві.
У 1991 році Джейн Гудолл заснувала дитячу організацію «Roots & Shoots», що працює нині у 100 країнах світу. Ця міжнародна дитяча програма займається реалізацією проєктів з надання допомоги людям і тваринам і охорони довкілля. Однією із перших шкіл Танзанії та першою із міжнародних шкіл, яка впровадила у навчальний процес програму «Roots & Shoots», була Міжнародна школа Танганьїки.
У квітні 2002 року генеральний секретар ООН Кофі Аннан призначив Джейн Гудолл амбасадоркою миру ООН.
У травні 2008 року вона звернулася в Нобелівський комітет з ініціативою щодо заснування Нобелівської премії за альтернативні методи в дослідах над тваринами.
7 липня 2007 Джейн Гудолл представляла міжнародний фестиваль «Live Earth».

## Нагороди
За свою громадську роботу по захисту тварин та охорони навколишнього середовища Джейн удостоєна багатьох нагород. У їх числі:
- 1990: Премія Кіото — престижна премія Японії
- 1995: Командор ордена Британської імперії, вручення королевою Єлизаветою II. 
 Медаль Хаббарда за видатні дослідження Національного географічного товариства
- 1996: Срібна медаль Зоологічного товариства Лондона; Медаль Каліманджаро Танзанії
- 1997: Премія Тайлора за досягнення в області охорони навколишнього середовища
- 1999: Міжнародна премія миру
- 2001: Премія Ганді за відмову від застосування насильницьких методів
- 2002: Премія Конрада Лоренца
- 2003: Медаль Бенджаміна Франкліна за розвиток наук про живу природу; Премія принца Астурійського за досягнення в галузі науки і техніки
- 2004: Дама-Командор ордена Британської імперії, вручення принцом Чарльзом в Букінгемському палаці
- 2006: Офіцер ордена Почесного легіону Франції.

## Книжки
- 1969 «Мої друзі — дикі шимпанзе» My Friends the Wild Chimpanzees (перекладена російською мовою)
- 1971 «Невинні вбивці» Innocent Killers (спільно з Х. Лавік) (перекладена російською мовою)
- 1971 «В тіні людини» In the Shadow of Man (перекладена російською мовою)
- 1986 «Шимпанзе у природі: Поведінка» The Chimpanzees of Gombe: Patterns of Behavior (перекладена російською мовою)
- 1990 Through a Window: 30 years observing the Gombe chimpanzees
- 1993 Visions of Caliban (у співавторстві з Дейлом Пітерсон)
- 1999 Brutal Kinship
- 1999 Reason For Hope; A Spiritual Journey (спільно з Філіпом Берманом)
- 2000 40 Years At Gombe
- 2000 Africa In My Blood (під редакцією Дейла Пітерсона)
- 2001 Beyond Innocence: An Autobiography in Letters, the later years (під редакцією Дейла Пітерсона)
- 2002 The Ten Trusts: What We Must Do To Care for the Animals We Love (спільно з Марком Бекофф)
- 2005 Harvest for Hope: A Guide to Mindful Eating

### Дитячі книжки
- 1972 Grub: The Bush Baby (спільно з Х. Лавік)
- 1988 «Моє життя серед шимпанзе» My Life with the Chimpanzees (перекладена російською мовою)
- 1989 The Chimpanzee Family Book
- 1989 Jane Goodall's Animal World: Chimps
- 1989 Animal Family Series: Chimpanzee Family; Lion Family; Elephant Family; Zebra Family; Giraffe Family; Baboon Family; Hyena Family; Wildebeest Family
- 1994 With Love
- 1999 Dr. White
- 2000 The Eagle & the Wren
- 2001 Chimpanzees I Love: Saving Their World and Ours
- 2004 Rickie and Henri: A True Story (спільно з Аланом Марксом)

## Фільми
- 1963 Miss Goodall and the Wild Chimpanzees (National Geographic Channel)
- 1975 Miss Goodall: The Hyena Story (The World of Animal)
- 1984 Among the Wild Chimpanzees (National Geographic Channel)
- 1988 People of the Forest (спільно з Х.Лавіком)
- 1990 «Шимпанзе в небезпеці» Chimpanzee Alert (перекладений російською мовою)
- 2006 Chimps, So Like Us номінований в 1990 на премію «Оскар»
- 1990 «Джейн Гудолл: життя і легенда» The Life and Legend of Jane Goodall (National Geographic Channel) (перекладений російською мовою)
- 1990 «Життя серед шимпанзе» My Life With the Chimpanzees (National Geographic Channel) (перекладений російською мовою)
- 1990 The Gombe Chimpanzees (Телебачення Баварії)
- 1995 Fifi's Boys
- 1996 Chimpanzee Diary (для BBC2)
- 1997 Animal Minds (для BBC)
- 2000 Jane Goodall: Reason For Hope
- 2001 Chimps R Us
- 2003 «Останні дикі шимпанзе» Chimps On The Edge (National Geographic Channel) (перекладений російською мовою)
- 2009 Jane Goodall's Wild Chimpanzees
- 2005 Jane Goodall's Return to Gombe (для «The World of Animal»)

## Джейн Гудолл у ЗМІ
- Гудолл удостоєна іменної таблички від компанії The Walt Disney Company на Дереві життя в тематичному парку Волта Діснея «Царство звірів» у Disney World, на цьому ж дереві вирізаний її улюблений шимпанзе Девід, який супроводжував Джейн у перший рік перебування в заповіднику Гомбе.
- Джейн Гудолл потрапила в один з коміксів у журналі «The Far Side» художника-мультиплікатора Гарі Ларсона. На малюнку зображено два шимпанзе, які чепуряться. Один з них знаходить на другому людську волосину й питає: «Що, попавася на досліди до цієї Джейн Гудолл?» Інститут Джейн Гудолл вважав малюнок поганим тоном, а юристи Гудолл навіть написали гнівного листа Ларсену, але Гудолл знайшла цей жарт смішним. Більш того, вона стала продавати футболки з малюнками з цього коміксу, всі доходи від виручки яких переказуються в фонд Гудолл для підтримки диких шимпанзе.
- Гудолл також з'являється і озвучує саму себе в мультиплікаційному серіалі «Дика сімейка Торнберрі».
- У відомому мультиплікаційному серіалі «Сімпсонах», епізод «Сімпсони на сафарі» є персонаж, заснований на образі Гудолл — вчена, що таємно навчала шимпанзе добувати і приносити їй діаманти.
- У свій альбом «Street Angel» співачка Стіві Нікс включила трек «Jane», віддаючи шану Джейн Гудолл.
- У фільмі «Джордж із джунглів», Беатріс Стенхоуп (Голланд Тейлор) сидить поруч з горилою і каже їй: «Я відчуваю себе майже як Джейн Гудолл», на що та відповідає: «Мадам, я знав Джейн Гудолл і Ви точно не вона».
- У 2009 р. під час поїздки в Париж і відвідування французького філіалу свого інституту, Джейн здійснила свою підліткову мрію — зустрітися з Тарзаном. Гудолл пожартувала, що вона має право на такий любовний інтерес, більше ніж всі інші «Джейн». «Тарзаном, що чекає свою Джейн» виявився французький і американський актор Крістофер Ламберт, який зіграв у фільмі «Ґрейстоук — легенда про Тарзана, володаря мавп».[13]